# Санліс (Уаза)
Санлі́с (фр. Senlis) — муніципалітет у Франції, у регіоні О-де-Франс, департамент Уаза. Населення — 15 255 осіб (01.01.2021).
Муніципалітет розміщений на відстані близько 45 км на північний схід від Парижа, 80 км на південь від Ам'єна, 45 км на південний схід від Бове.

## Історія

### Заснування міста
Місто Санліс розміщене на пагорбі між двома річками Онет і Нонет, які в стародавні часи виходячи з берегів перетворювалися на великі болота. А густі і переповнені дичиною ліси, гарантували безпеку і засоби для існування. Вже тоді існували основні шляхи, що простягалися з півночі на південь і зі сходу на захід, сприяючи торгівлі. Після римського завоювання, вдале розміщення містечка посприяло будівництву, а потім і розвитку великого міста Оґустомаґус (лат. Augustomagus, дос. «ринок Августа»).
План вулиць цього міста геометрично нагадує типове розташування римського військового табору. Особливо це помітно в кварталі Святого Вінсента, де знаходиться українська церква і Абатство Святого Вінсента, засноване Анною Ярославною у 1060 році.

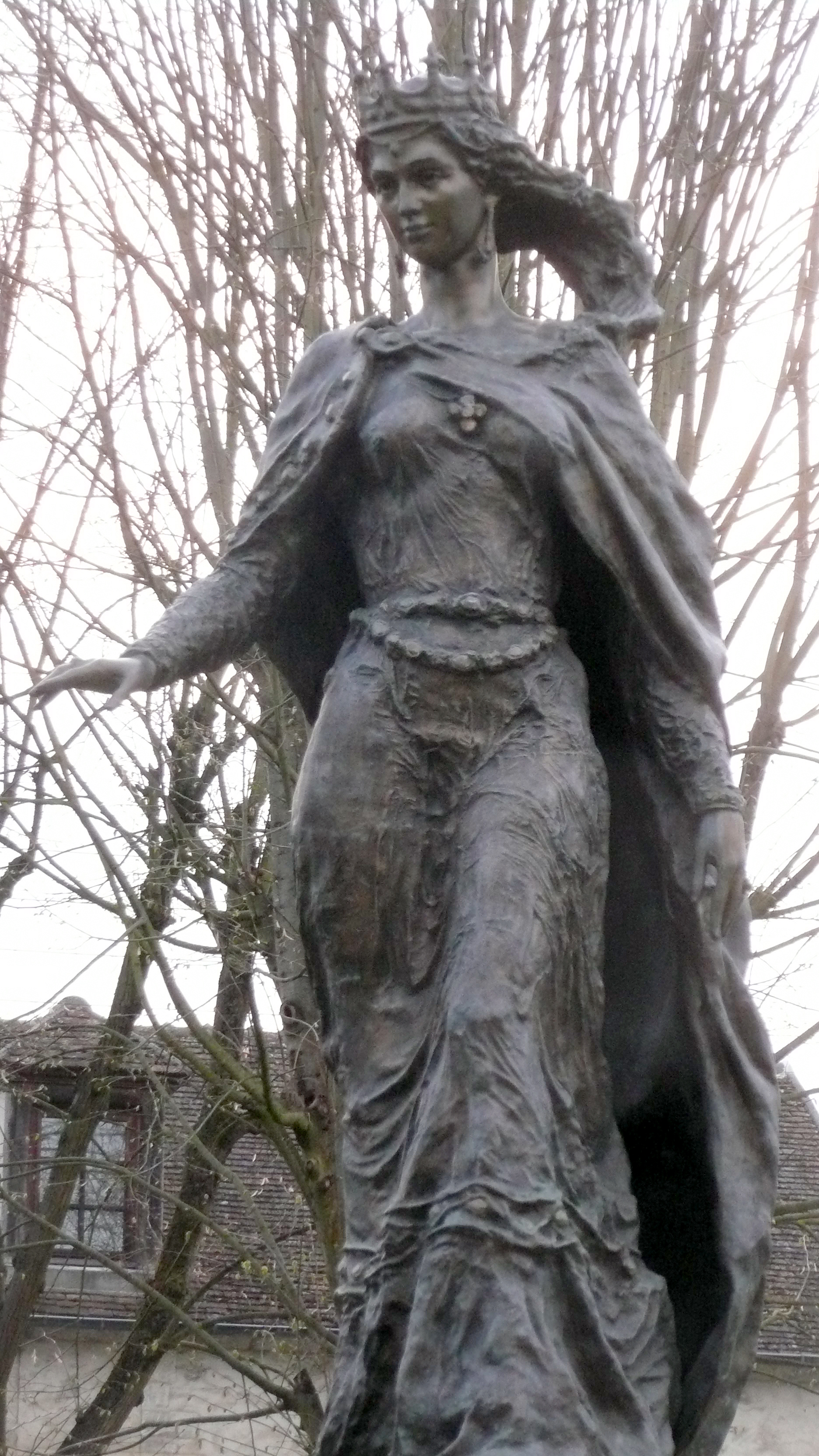
Пам'ятник Анні Ярославні

Це гало-римське місто процвітало протягом трьох століть, перш ніж було розгромлене вторгненнями, а можливо навіть і громадянськими війнами, про які ми нічого не знаємо. Після довгого перебування в нестабільній ситуації, жителі вирішили побудувати фортецю. Вона має двоє вхідних воріт і захищена 30-ма вежами, а також оточена широким ровом. Ця фортеця ніколи не була переможеною і стала захистком для мешканців протягом майже тисячоліття.

### Середньовіччя
З 1000 року і протягом тривалого часу місто проживало в мирі, що сприяло швидкому розвиткові. Для забезпечення населення, що збільшувалося, почали вирубувати ліси та осушувати болота, і таким чином розширювати територію міста.
Завдяки торгівлі, ремісництву і виноградарству, a також завдяки різноманітним адміністративно-правовим заходам, що проводилися поважними жителями міста, Санліс процвітав аж до XIV століття. Основним ремеслом у кварталі Святого Вінсента було виробництво тканин з вовни, цим люди займалися недалеко від річки, у південно-східній частині міста. Припускають, що це заняття сприяло виживанню близько 4 — 5 тисяч мешканців.

## Абатство

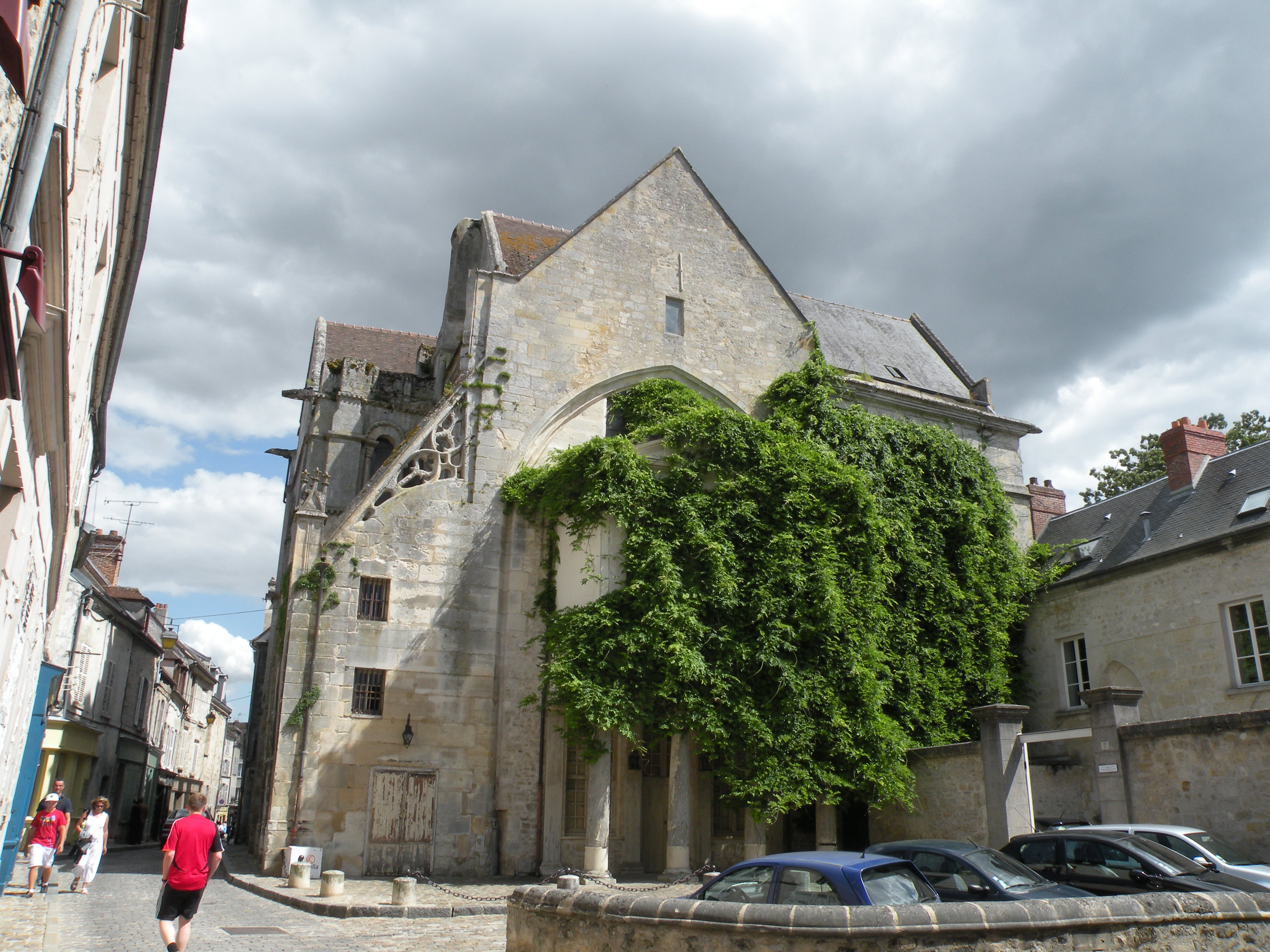
Церква св. Бориса і Гліба. УГКЦ

Монастир святого Вікентія (ХІ ст.) заснувала дочка київського князя Ярослава Мудрого, королева Франції Анна, дружина короля Франції Генріха I. У містечку є пам'ятник, подарований Україною в 2005 році..
27 вересня 2013 року українська Єпархія святого Володимира в Парижі на чолі з єпископом Борисом (Ґудзяком) придбала церкву в Санлісі поряд із Абатством святого Вікентія. З листопада 2013 вона функціонує як церква УГКЦ страстотерпців Бориса і Гліба, рідних дядьків Анни. При храмі діє культурний центр Анни Ярославни. Церква придбана за 203 тисячі євро, які були пожертвувані українцями з України, Франції, Англії, Сполучених Штатів, Канади. На ремонт та облаштування піде близько 1,5 мільйона доларів США — церква майже століття не діяла як храм, а була в приватній власності. 16 листопада двері новопридбаного храму відкрили для всіх, відслужили урочисту Архиєрейську Літургію та пом'янули померлих від Голодомору 1932–1933 років.

## Демографія
Динаміка населення (Cassini і INSEE ):
Розподіл населення за віком та статтю (2006):
| Стать | Всього | До 15 років | 15-24 | 25-44 | 45-64 | 65-85 | Понад 85 |
| --- | ------ | ----------- | ----- | ----- | ----- | ----- | -------- |
| Чоловіки | 8007   | 1651        | 1053  | 2391  | 1998  | 863   | 51       |
| Жінки | 8450   | 1703        | 940   | 2446  | 2026  | 1129  | 206      |
| \| Статево-вікова піраміда \| Статево-вікова піраміда \| Статево-вікова піраміда \| \| ----------------------- \| ----------------------- \| ----------------------- \| \| Чоловіки \| Вік \| Жінки \| \| 51 \| 85 + \| 206 \| \| 184 \| 80-84 \| 219 \| \| 213 \| 75-79 \| 282 \| \| 212 \| 70-74 \| 291 \| \| 254 \| 65-69 \| 337 \| \| 328 \| 60-64 \| 305 \| \| 539 \| 55-59 \| 512 \| \| 532 \| 50-54 \| 604 \| \| 599 \| 45-49 \| 605 \| \| 522 \| 40-44 \| 610 \| \| 631 \| 35-39 \| 648 \| \| 664 \| 30-34 \| 640 \| \| 574 \| 25-29 \| 548 \| \| 537 \| 20-24 \| 440 \| \| 516 \| 15-20 \| 500 \| \| 598 \| 10-14 \| 583 \| \| 580 \| 5-9 \| 578 \| \| 473 \| 0-4 \| 542 \| |        |             |       |       |       |       |          |
| Статево-вікова піраміда |        |             |       |       |       |       |          |
| Чоловіки | Вік    | Жінки       |       |       |       |       |          |
| 51 | 85 +   | 206         |       |       |       |       |          |
| 184 | 80-84  | 219         |       |       |       |       |          |
| 213 | 75-79  | 282         |       |       |       |       |          |
| 212 | 70-74  | 291         |       |       |       |       |          |
| 254 | 65-69  | 337         |       |       |       |       |          |
| 328 | 60-64  | 305         |       |       |       |       |          |
| 539 | 55-59  | 512         |       |       |       |       |          |
| 532 | 50-54  | 604         |       |       |       |       |          |
| 599 | 45-49  | 605         |       |       |       |       |          |
| 522 | 40-44  | 610         |       |       |       |       |          |
| 631 | 35-39  | 648         |       |       |       |       |          |
| 664 | 30-34  | 640         |       |       |       |       |          |
| 574 | 25-29  | 548         |       |       |       |       |          |
| 537 | 20-24  | 440         |       |       |       |       |          |
| 516 | 15-20  | 500         |       |       |       |       |          |
| 598 | 10-14  | 583         |       |       |       |       |          |
| 580 | 5-9    | 578         |       |       |       |       |          |
| 473 | 0-4    | 542         |       |       |       |       |          |

## Економіка
2010 року серед 10 658 осіб працездатного віку (15—64 років) 8108 були активними, 2550 — неактивними (показник активності 76,1%, у 1999 році було 75,0%). З 8108 активних мешканців працювало 7413 осіб (3940 чоловіків та 3473 жінки), безробітними було 695 (336 чоловіків та 359 жінок). Серед 2550 неактивних 988 осіб було учнями чи студентами, 709 — пенсіонерами, 853 були неактивними з інших причин.

У 2010 році в муніципалітеті числилося 6507 оподаткованих домогосподарств, у яких проживали 15582 особи, медіана доходів становила 23 030 євро на одного споживача.

## Уродженці
- Клер Кейм (*1975) — французька акторка.
- Кевін Гамейро (*1987) — відомий французький футболіст, нападник, фланговий півзахисник.

## Санліс і Україна
У місті знаходяться монастир святого Вікентія ХІ ст., який заснувала дочка київського князя Ярослава Мудрого та королева Франції Анна, а також її пам'ятник, подарований Україною в 2005 році..

## Галерея зображень

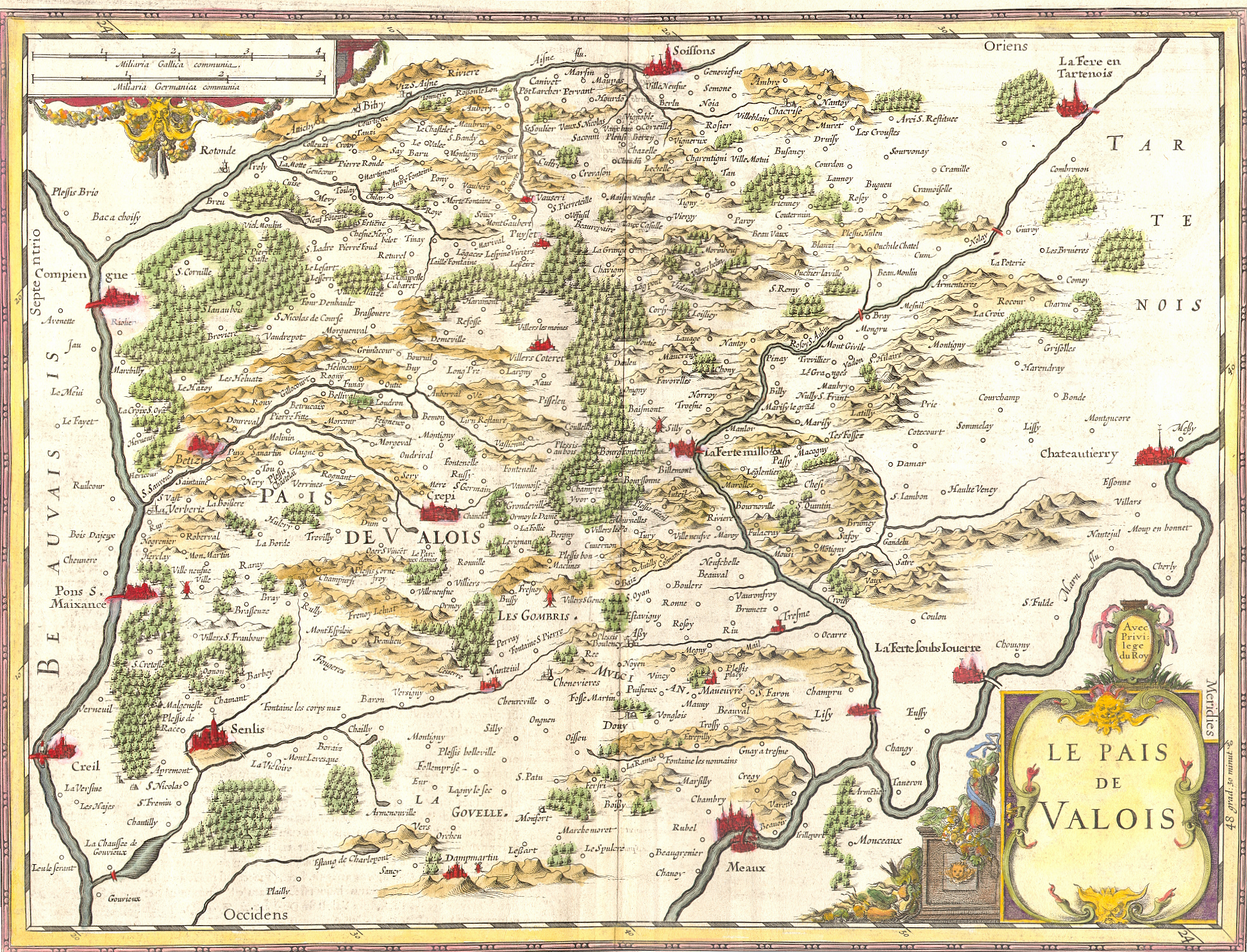
Карта Валуа. Гравюра Гондіуса, 1620
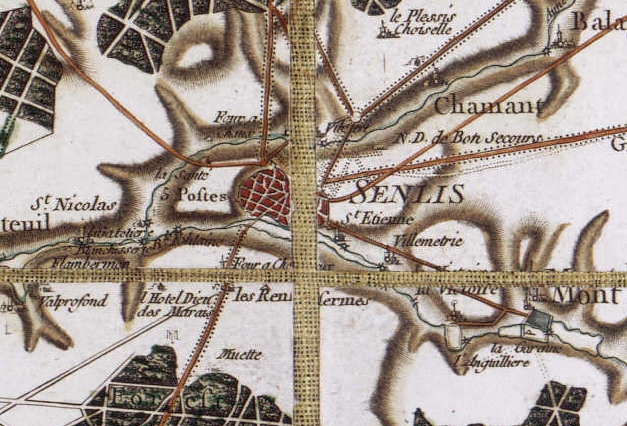
Санліс на мапі Касіні
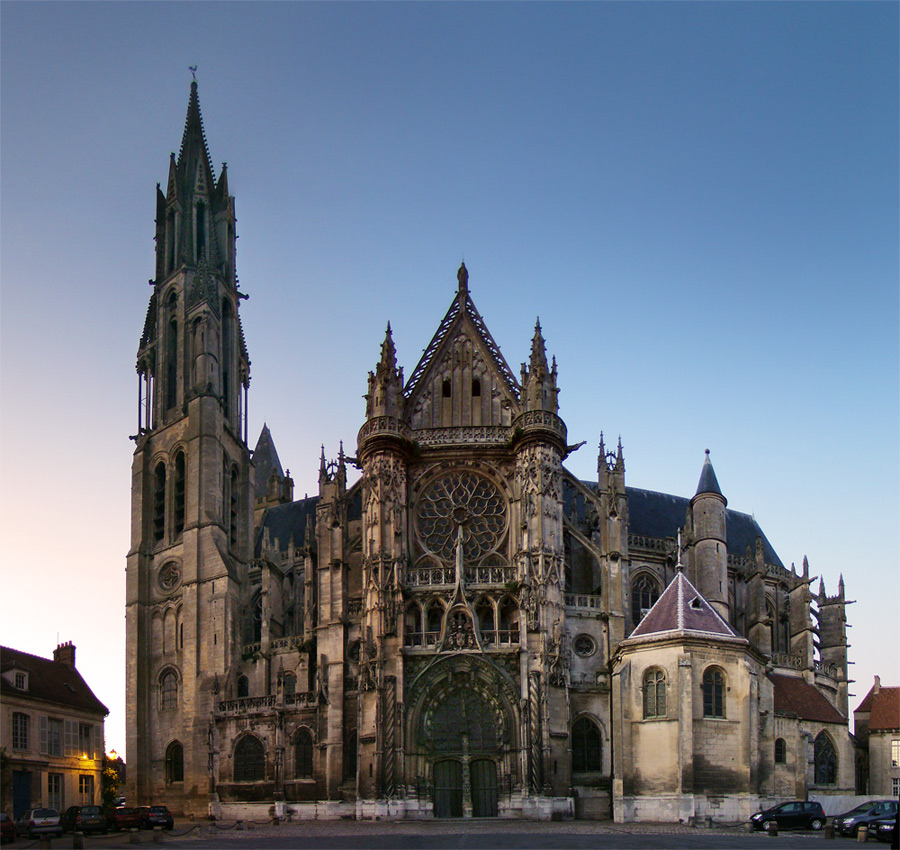
Собор Нотр-Дам-де-Санліс
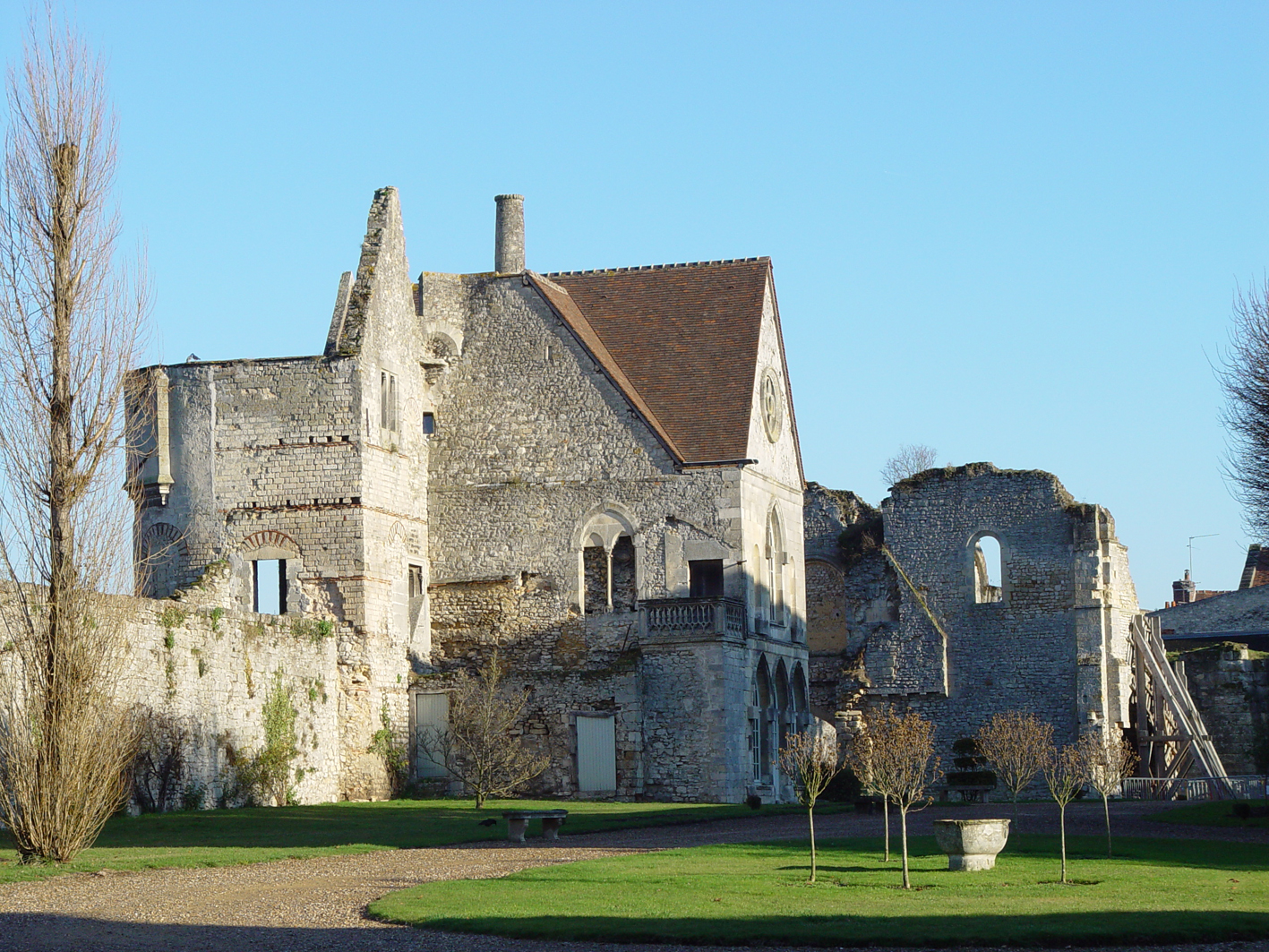
Залишки королівського замку
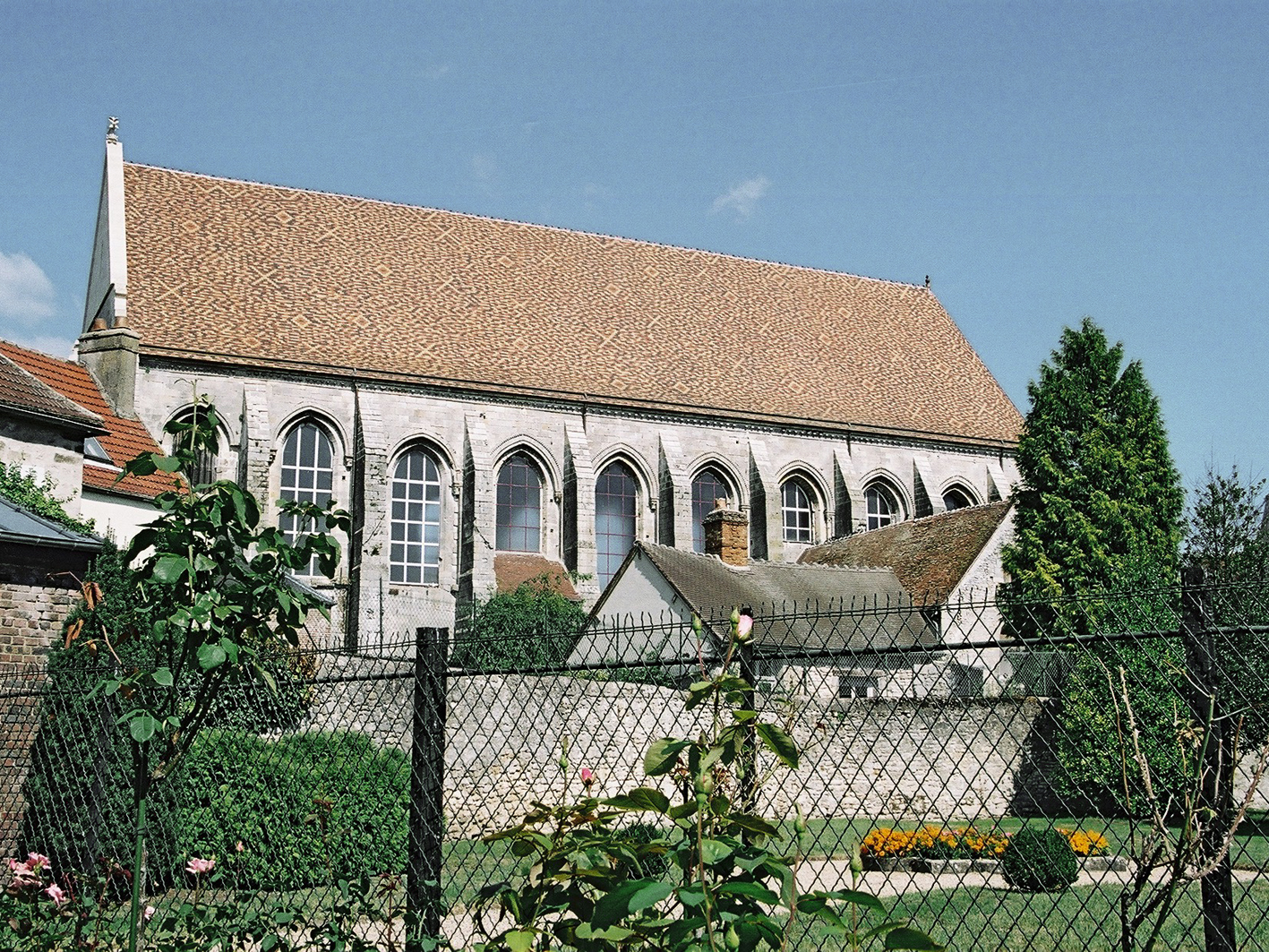
Церква Сен-Фрамбург
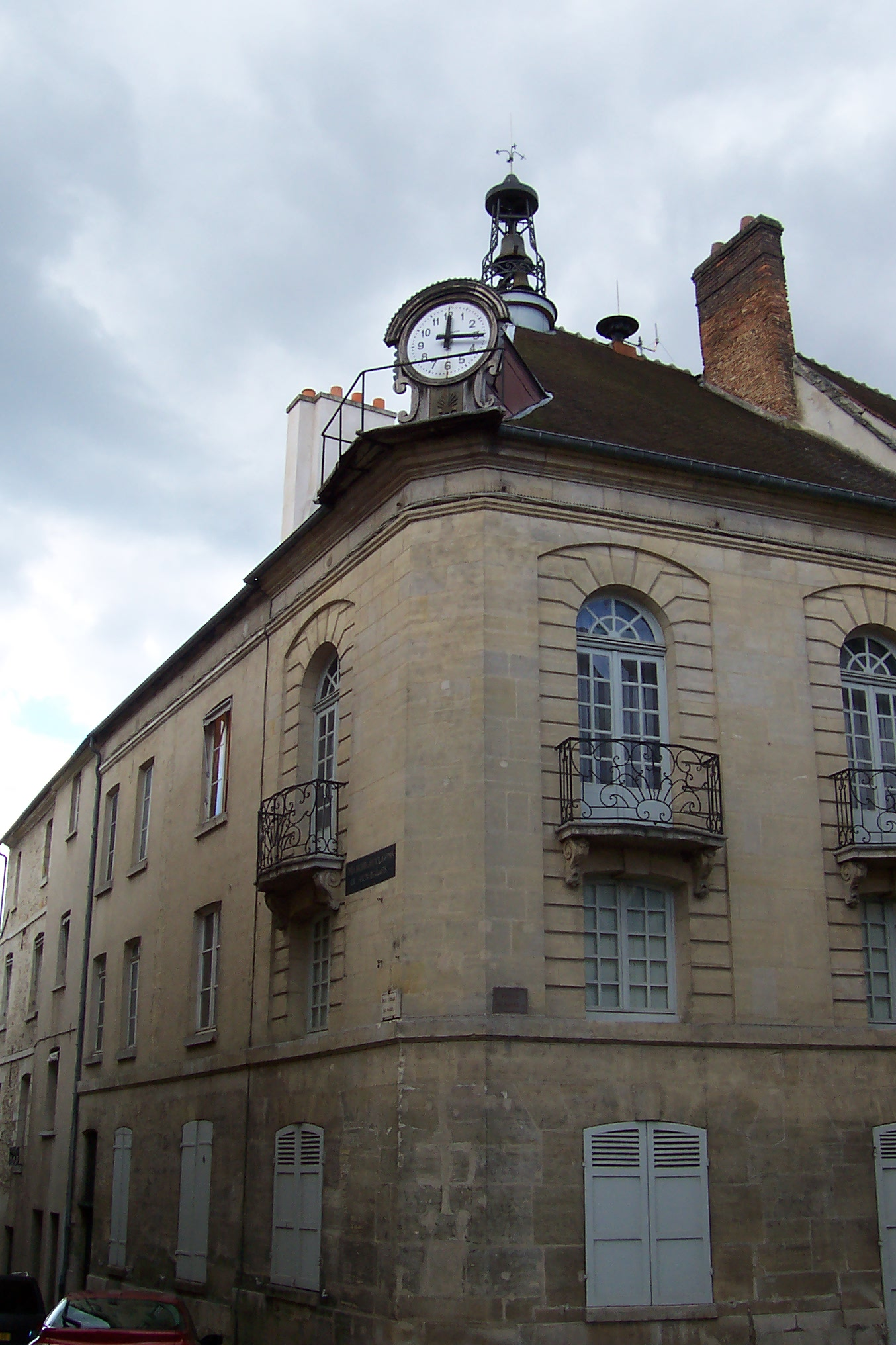
Ратуша

## Міста-партнери
- Лангенфельд, Німеччина
- Монтале, Італія
- Нью-Ричмонд, Канада
- Київ, Україна